# Manuel Bilbao
Manuel Bilbao Barquín (Santiago de Chile, marzo de 1827–Buenos Aires, 14 de agosto de 1895) fue un abogado, escritor e intelectual chileno. Es considerado uno de los fundadores de la novela histórica chilena con sus libros El inquisidor mayor (1852), Los dos hermanos (1853) y El pirata del Guayas (1855), estando caracterizada su literatura por una función política y moral que, como tal, podía influir en la vida y el desarrollo de las sociedades sudamericanas. Fue redactor de diversos medios y fundó periódicos en Lima y Buenos Aires, ciudades en las que residió largos años de su vida, tras ser exiliado e invitado a dejar suelo chileno en más de una ocasión, ya sea por salir en defensa de su hermano Francisco Bilbao o por no apoyar ciegamente la demanda chilena en los conflictos limítrofes con Argentina.

## Biografía

### Primeros años
Nació en Santiago, en el seno de una familia aristocrática, hijo del matrimonio entre Rafael Bilbao Beyner y María de las Mercedes de Barquín Velasco Tagle Bracho. De sus primeros años, así como de su vida en Chile, no existe demasiada información y, en su mayor parte, se encuentra asociada a las actividades políticas que acometió junto a su hermano mayor Francisco Bilbao.
Tras estudiar en el Instituto Nacional, Manuel Bilbao se tituló de abogado por la Universidad de Chile a comienzos de 1850 con la tesis Los mayorazgos están disueltos. En ella, Bilbao analizó las diferentes leyes referentes a derechos de propiedad y vínculos de mayorazgo desde 1828 hasta 1848. Hacia el final de su memoria, el autor instaba al Congreso de la época a pronunciarse respecto de este asunto: «La Cámara de [1]850 se ve en la obligación de decidir terminantemente, que la desvinculación de todos los mayorazgos se efectuó. El silencio de la legislatura sería criminal, por cuando daría lugar a pleitos entre las familias; pleitos escandalosos que arruinarían al desgraciado, creando odios eternos entre la ambición de los primogénitos y la justicia de los herederos de los poseedores».
De ideales revolucionarios, compartió con sus contemporáneos de la Sociedad de la Igualdad un ideario liberal, anticolonial y anticatólico. En 1850, tras el cierre del periódico El Amigo del Pueblo, dirigido por Eusebio Lillo, asumió como redactor de La Barra, tribuna desde la que encabezó la oposición pública contra el gobierno de Manuel Bulnes y la candidatura presidencial de Manuel Montt. Tras la revolución de 1851, que produjo motines contra el gobierno conservador en Santiago, Valparaíso y San Felipe, Francisco y Manuel Bilbao partieron al exilio rumbo a Lima.

### Exilios en Perú y Ecuador
En Perú continuó con sus actividades políticas y periodísticas, al tiempo que escribió varios libros históricos. Emprendió, además, -en un periodo de tiempo acotado, entre 1852 y 1855- la escritura de tres novelas que hoy son consideradas hitos fundacionales del género de la novela histórica chilena: El inquisidor mayor (1852), Los dos hermanos (1853) y El pirata del Guayas (1855). Asimismo, en Lima fundó La revista independiente, periódico científico y literario cuya vida editorial se extendió entre el 15 de diciembre de 1853 y el 28 de enero de 1854 y publicó, además, la obra Historia del Jeneral Salaverry (1853), consagrada a ese prócer peruano. 
En abril de 1854, Manuel y su hermano fueron deportados a Guayaquil, Ecuador, acusados de haber sido parte en la revolución que intentó derrocar al gobierno conservador del general José Rufino Echenique, al que se le imputaban escándalos de corrupción. Al año siguiente, Manuel Bilbao volvió a Lima para, en su calidad de abogado, emprender la defensa de su hermano Francisco, quien, luego de haber regresado a Lima tras la derrota del general Echenique el 21 de mayo de ese mismo año, fue acusado ante la Inquisición peruana por haber cometido delito de imprenta. Residió intermitentemente en Lima hasta 1865, publicando en esa ciudad, además el libro Compendio de la historia política del Perú (1856) y la traducción de las Memorias de Lord Cochrane (1863), con quien trabó amistad cuando se encontraba en Londres a principios de 1860, ocasión en que el célebre marino le encargó personalmente dicho trabajo.

### Residencia en Argentina
En 1865 se estableció en Buenos Aires, donde se dedicó al periodismo, siendo redactor del diario La República, fundador del periódico La Libertad, y, tras la clausura de este, redactor de La Prensa.  En 1866 publicó Vida de Francisco Bilbao, así como la primera recopilación de las Obras Completas de su hermano, tras su muerte en 1865. Posteriormente publicaría Historia de Rosas (1868) y Vindicación y memorias de Don Antonino Reyes (1883). 
Además de publicar libros históricos, se involucró desde la prensa en los conflictos limítrofes entre Chile y Argentina. Según, Pedro Pablo Figueroa, «los lazos de familia y de afecto que lo unían a la República Argentina le dictaron diversos folletos en relación con la cuestión de límites con Chile. Obedeciendo a estos impulsos, viajó a Santiago en 1878, a promover un debate internacional en el diario El Ferrocarril, que dio lugar a su violenta salida hacia el Plata por las protestas populares que provocó con sus escritos». También entró en polémicas con Domingo Faustino Sarmiento debido a cierto «juicio ligero e injusto» que el intelectual argentino habría lanzado contra la memoria de Francisco Bilbao. Esta polémica se vio reflejada en el libro recopilatorio Cartas a Sarmiento que fue publicado en Buenos Aires en 1875.
Manuel Bilbao vivió por treinta años en la capital argentina, dejando un legado intelectual de importancia tanto en el trabajo histórico como en el periodismo. En esa misma ciudad contrajo matrimonio el 18 de enero de 1879 con Mercedes Rivera Ortiz de Rozas, con quien tuvo 7 hijos. Falleció en Buenos Aires el 14 de agosto de 1895.